# オーディティング
ダイアネティックスとサイエントロジーにおいて、オーディティング(英:Auditing)とは、「オーディター」が、過去の出来事や行動から生じた否定的な影響を取り除く目的で、その人の現世または過去世に立ち会うプロセスのことである。オーディティングは、個人を「クリア」の状態にすることを目的としている。したがって、オーディティングを受ける個人は、PCまたは「プリ・クリアー」として知られている。
オーディティングは、L・ロン・ハバードによってダイアネティックスの不可欠な要素として考案され、1950年に初めて導入された。1951年には、オーディティングもサイエントロジーの中核的な実践となった。電気皮膚活動を測定する装置であるEメーターは、サイエントロジーにおけるオーディティングの不可欠な一部となった。サイエントロジー教会によると、「オーディティングの正式な定義のひとつは、ある人に（その人が理解し答えることができる）質問をし、その質問に対する答えを引き出し、その答えに対してその人を認めるという行為である」。
ハバードは、オーディティングが、裏付けのない医学的・心理学的健康効果を含む多くの利益をもたらすと主張した。1971年以来、サイエントロジーは現在、Eメーターは「それ自体では何もしない」こと、そして精神的・肉体的健康のためではなく、特に精神的な目的のために使われることを宣言する免責条項を、その書籍や出版物に掲載している。